# 富士電視台On Demand
富士電視台On Demand（日语：フジテレビオンデマンド），是富士電視台運營的隨選視訊及電子書服務。這一服務開始於2005年9月。2015年，該服務該為現名。2018年，該app獲得「App Ape Award 2018」。

## 外部連結
- FOD｜フジテレビの人気ドラマ・アニメ・映画が見放題 （页面存档备份，存于）
- 【公式】FOD(動画も雑誌も見放題)的X（前Twitter）
- FOD的Facebook專頁
- 【公式】FOD的Instagram帳戶
- YouTube上的FOD頻道